# Попис становништва у СР Босни и Херцеговини 1981.
Према попису становништва 1981. у СФРЈ године на површини од 51.197 km2 1981. године у СР БиХ живјело је 4.124.256 становника.
- Број становника: 4.124.256
- Број становника женског пола: 2.073.343 (+22.430)
- Број становника мушког пола: 2.050.913
- Број жена у односу према броју мушкараца 1011 : 1000
- број домаћинстава: 1.030.689
- величина просјечног домаћинства: 4.0 члана/домаћинству
- густоћа насељености: 80.6 становника /km2
- просјечна старост жена: - година
- просјечна старост мушкараца: - године

## Национални састав
| Народ                        | Број      | Удио   |
| Муслимани                    | 1.630.033 | 39.52% |
| Срби                         | 1.320.738 | 32,02% |
| Хрвати                       | 758.140   | 18,38% |
| Југославени                  | 326.316   | 7,91%  |
| Црногорци                    | 14.114    | 0,34%  |
| Македонци                    | 1.892     | 0,05%  |
| Словенци                     | 2.755     | 0,07%  |
| Албанци                      | 4.396     | 0,11%  |
| Чеси                         | 690       | 0,02%  |
| Италијани                    | 616       | 0,01%  |
| Јевреји                      | 343       | 0,01%  |
| Мађари                       | 945       | 0,02%  |
| Нијемци                      | 460       | 0,01%  |
| Пољаци                       | 609       | 0,01%  |
| Роми                         | 7.251     | 0,18%  |
| Румуни                       | 302       | 0,01%  |
| Руси                         | 295       | 0,01%  |
| Русини                       | 111       | 0,01%  |
| Словаци                      | 350       | 0,01%  |
| Турци                        | 277       | 0,01%  |
| Украјинци                    | 4.502     | 0,11%  |
| Остали                       | 946       | 0,02%  |
| Нису се национално изјаснили | 17.950    | 0,34%  |
| Регионално                   | 3.649     | 0,09%  |
| Непознато                    | 26.576    | 0,64%  |

## Етничке карте
- Етнички састав СР БиХ по насељима 1981. године
- Удео Срба у БиХ по насељима 1981. године
- Удео Југословена у БиХ по насељима 1981. године
- Приватни земљишни посед Срба у БиХ 1981. године по насељима
- Етнички састав СР БиХ по општинама 1981. године